# 茨城県道115号子生茨城線

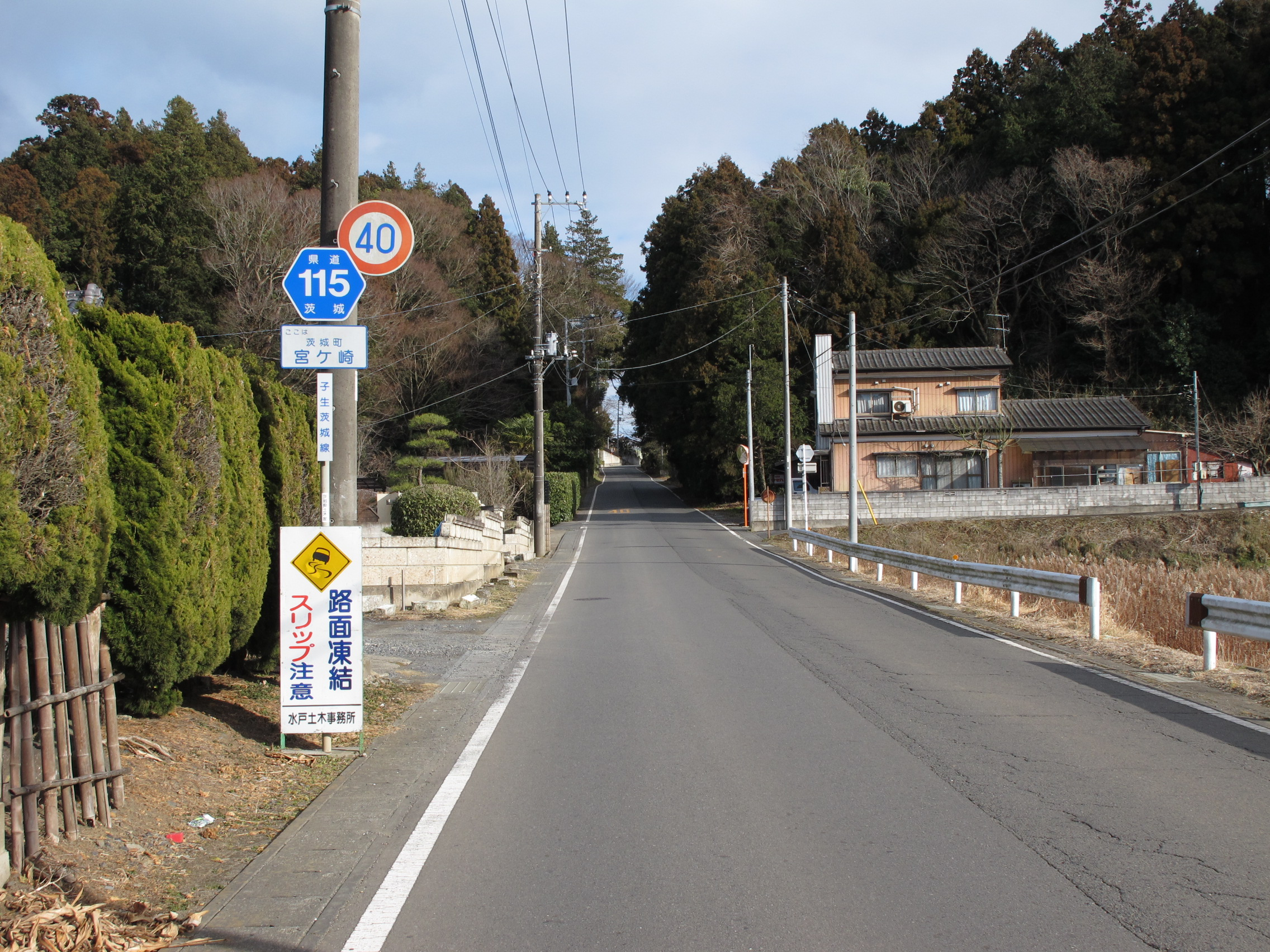
終点付近・茨城町宮ケ崎（2013年1月撮影）

茨城県道115号子生茨城線（いばらきけんどう115ごう こなじいばらきせん）は、茨城県鉾田市から東茨城郡茨城町までを結ぶ一般県道である。

## 概要
- 起点：茨城県鉾田市子生（国道51号交点）[1]
- 終点：茨城県東茨城郡茨城町大字海老沢字宿20番5地先（茨城県道50号水戸神栖線交点）[2]
- 総延長：10.402 km[3]
- 重用延長：0.743 km[3]
- 未供用延長：なし[3]
- 実延長：9.659 km[3]
- 自動車交通不能区間延長[注釈 1]：なし[3]

## 歴史
1959年（昭和34年）10月14日、新たな県道として鹿島郡旭村大字子生を起点とし、東茨城郡茨城町を終点とする区間を本路線として茨城県が県道路線認定した。1995年（平成7年）に整理番号115に変更されて現在に至る。

### 年表
- 1935年（昭和10年）11月29日：子生小鶴線が路線認定される。
- 1959年（昭和34年）10月14日
  - 現在の路線が路線認定される[4]。
  - 道路の区域は、鹿島郡旭村大字子生の二級国道千葉水戸線分岐（国道51号）から東茨城郡茨城町大字宮ケ崎の県道海老沢大洗線交点（現在の茨城県道16号大洗友部線の降格した旧道にあたる）までと決定された[1]。
- 1968年（昭和43年）4月18日：鹿島郡旭村大字鹿田字前畑の205 m区間を線形改良[5]。
- 1995年（平成7年）3月30日：整理番号124から現在の番号（整理番号115）に変更される[6]。
- 2008年（平成20年）3月17日：茨城町海老沢 - 同町宮ケ崎の茨城県道16号大洗友部線の道路改良に伴う県道振替により、東茨城郡茨城町大字宮ヶ崎から同郡同町大字海老沢の茨城県道50号水戸神栖線交点まで704 m延伸する[2]。

## 重複区間
- 茨城県道114号下太田鉾田線（鉾田市造谷）

## 地理

### 通過する自治体
- 鉾田市 - 東茨城郡茨城町

### 交差する道路
- 茨城県道116号鹿田玉造線（鉾田市鹿田）
- 茨城県道181号宮ヶ崎小幡線（茨城町宮ヶ崎）

### 周辺
- 鉾田市役所旭支所
- 鉾田市・旭スポーツセンター
- 常光院